# Reagan County
Reagan County je okres ve státě Texas v USA. K roku 2010 zde žilo 3 367 obyvatel. Správním městem okresu je Big Lake. Celková rozloha okresu činí 3 046 km².